# 陸前赤井駅
陸前赤井駅（りくぜんあかいえき）は、宮城県東松島市赤井川前一にある、東日本旅客鉄道（JR東日本）仙石線の駅である。
高城町駅から東北本線へ直通する仙石東北ラインの列車も停車する。

## 歴史

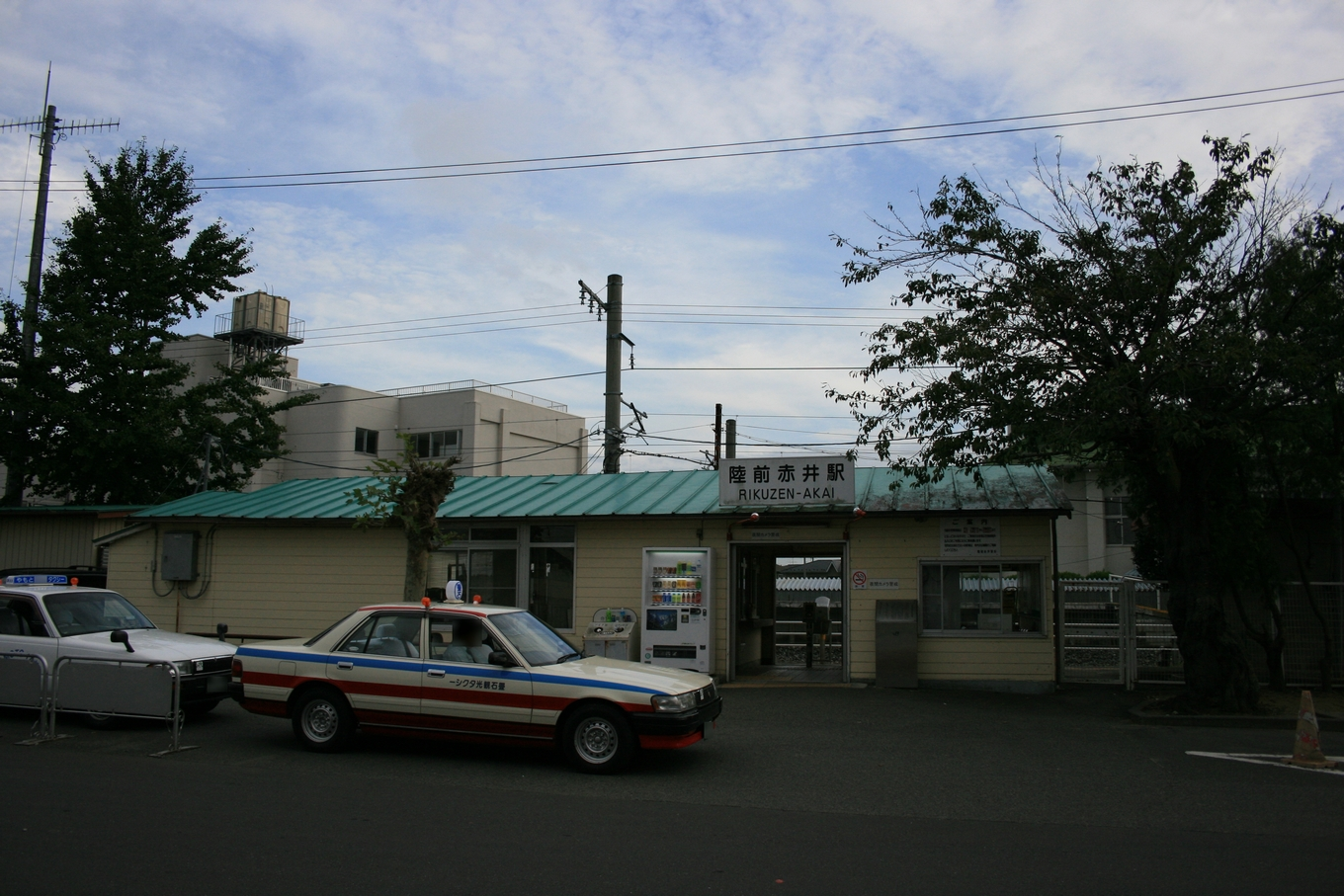
旧駅舎（2007年9月）

- 1928年（昭和3年）11月22日：宮城電気鉄道の駅として開業[3]。
- 1944年（昭和19年）5月1日：宮城電気鉄道の国有化[3]により、運輸通信省の駅となる。
- 1962年（昭和37年）4月1日：貨物の取り扱いを廃止[3]。
- 1970年（昭和45年）
  - 7月1日：荷物の扱いを廃止[3]。
  - 9月1日：自動券売機を設置[4]。
- 1987年（昭和62年）4月1日：国鉄分割民営化により、東日本旅客鉄道（JR東日本）の駅となる[3]。
- 2003年（平成15年）10月26日：ICカード「Suica」の利用が可能となる[5]。
- 2011年（平成23年）
  - 3月11日：東北地方太平洋沖地震とそれに伴う大津波の影響により全線で不通となる。
  - 7月16日：矢本 - 石巻間で運転を再開[6]。仮駅舎で営業を再開（ただし無人駅）。
- 2012年（平成24年）
  - 2月4日：新駅舎の使用を開始[7]。直営駅（矢本駅所属陸前赤井在勤）から業務委託駅となる。
    - 当初は2011年4月1日開始予定であったが、震災の影響で延期されていた。
- 2015年（平成27年）5月30日：同日運行開始の仙石東北ラインの列車のうち、快速の停車駅となる[8]。
- 2024年（令和6年）10月1日：えきねっとQチケのサービスを開始[1][9]。

## 駅構造
島式ホーム1面2線を有する地上駅である。ホームへは構内踏切で連絡している。
石巻駅が管理する業務委託駅（JR東日本東北総合サービスが受託）である。早朝・夜間のほか、一部の日中時間帯は無人となる。自動券売機と簡易Suica改札機が設置されている。石巻方に陸前赤井変電所がある。
2011年（平成23年）3月11日の東北地方太平洋沖地震とそれに伴う大津波の影響により、仙石線は全線で運休となり、当駅および陸前赤井変電所も被災した。同年7月16日に当駅を含む矢本 - 石巻間で運転再開した際には、当駅は仮駅舎での営業となり、自動券売機および簡易suica改札機のみ設置の無人駅となっていた。また、変電所の被災の影響により、キハ110系気動車での運転となったうえ、当駅の交換設備は使用が停止され、2番線のみを使用していた。2012年（平成24年）2月4日に新駅舎の使用を開始した。2015年（平成27年）4月13日に交換設備が復旧するとともに、電車の運用（試運転）が再開された。

### のりば
| 番線 | 路線                            | 方向 | 行先               |
| ---- | ------------------------------- | ---- | ------------------ |
| 1・2 | ■仙石線                         | 上り | 松島海岸・仙台方面 |
| 1・2 | ■仙石東北ライン                 | 上り | 仙台方面           |
| 1・2 | ■仙石線 （■仙石東北ライン含む） | 下り | 石巻方面           |

- 一線スルー構造で、列車交換がない場合は、上下ともに2番線を使用する。

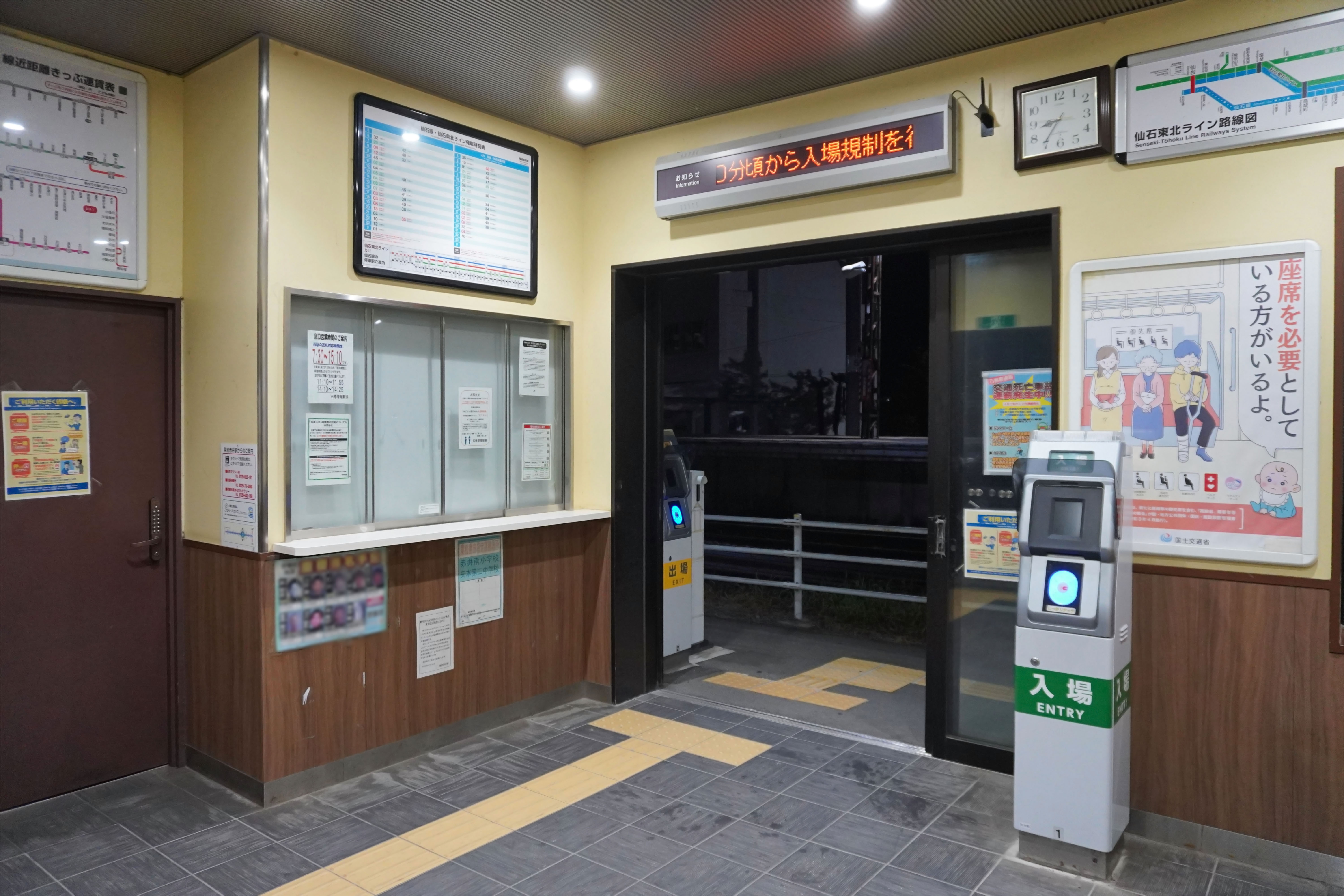
改札口（2023年8月）
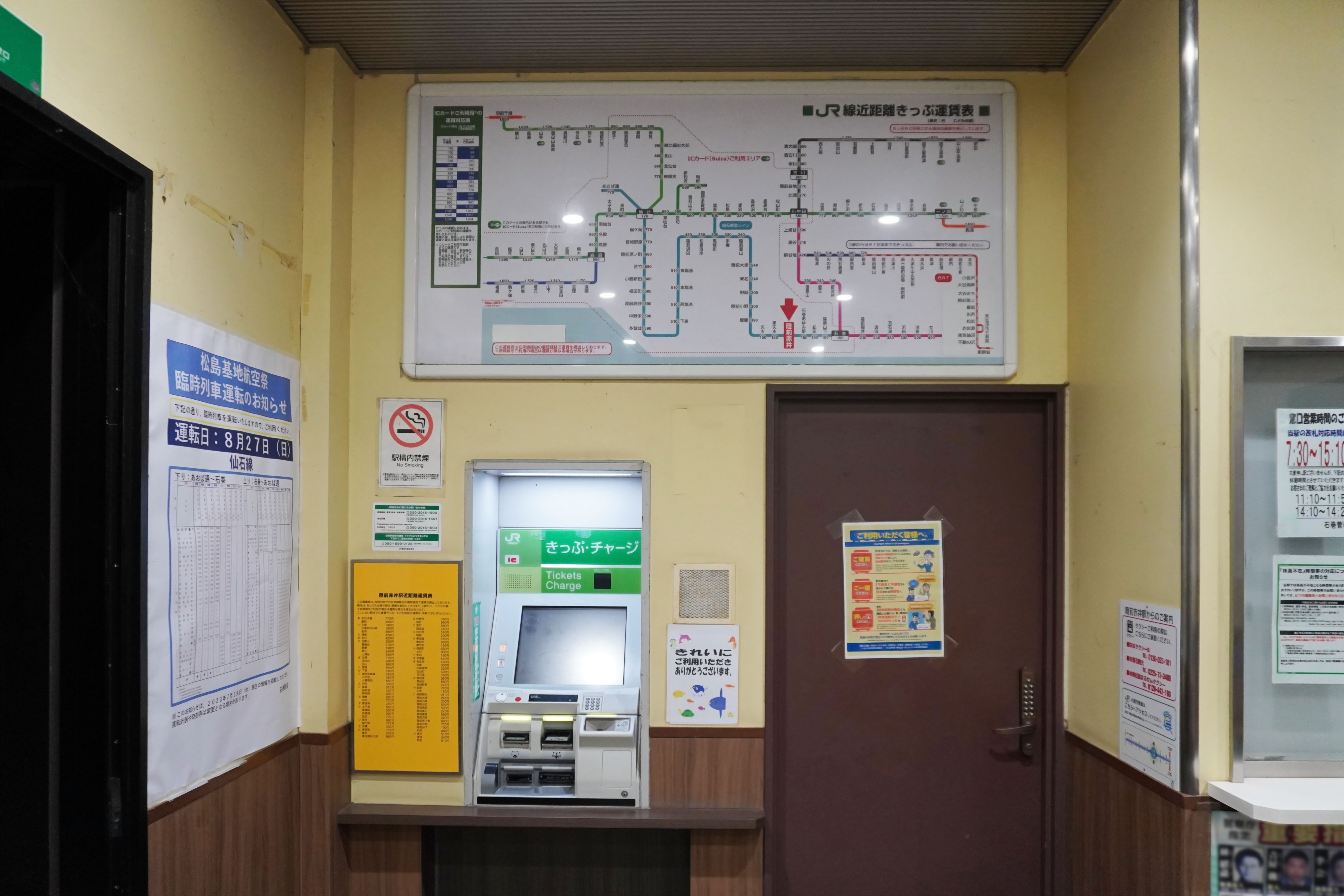
自動券売機（2023年8月）
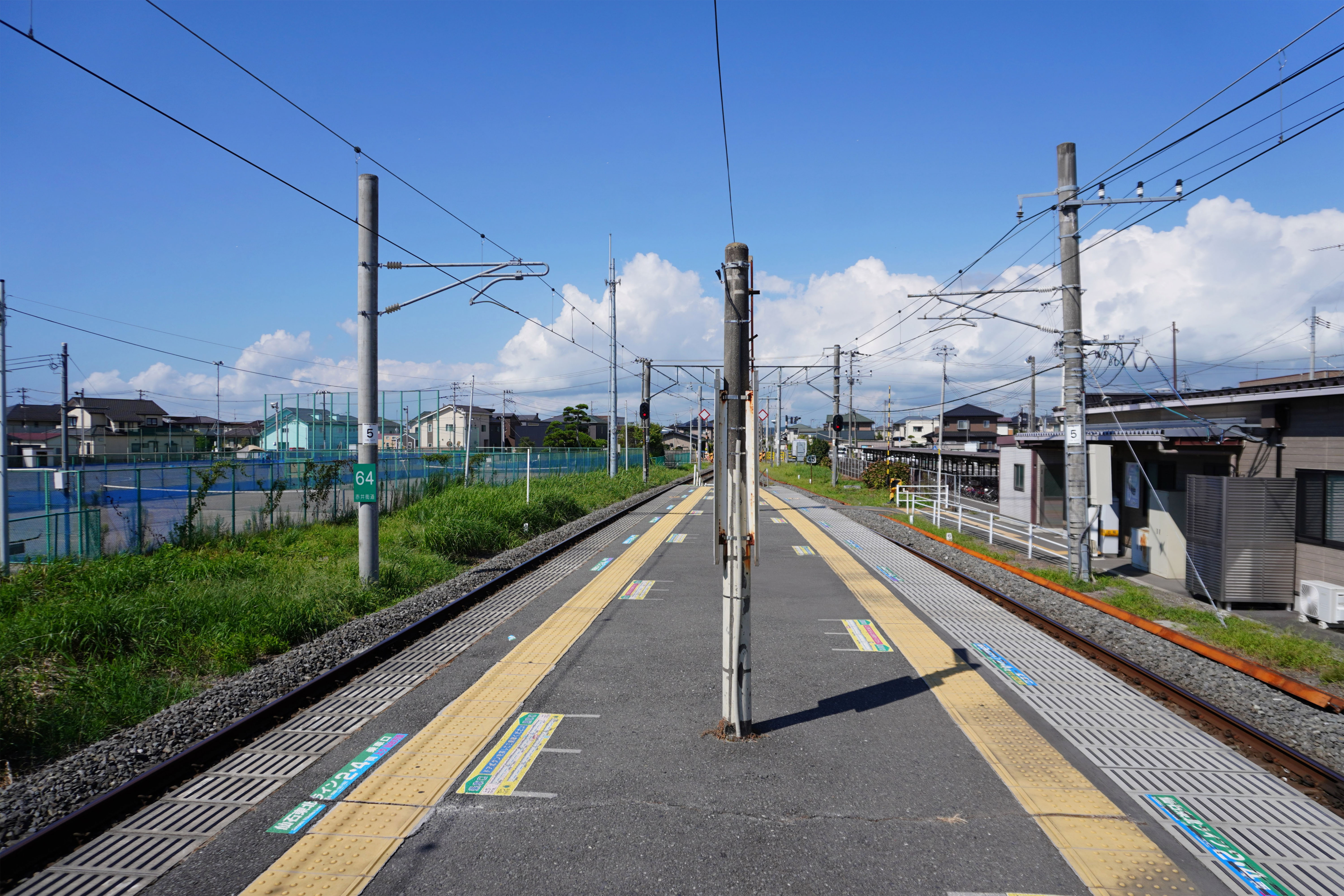
ホーム（2023年8月）
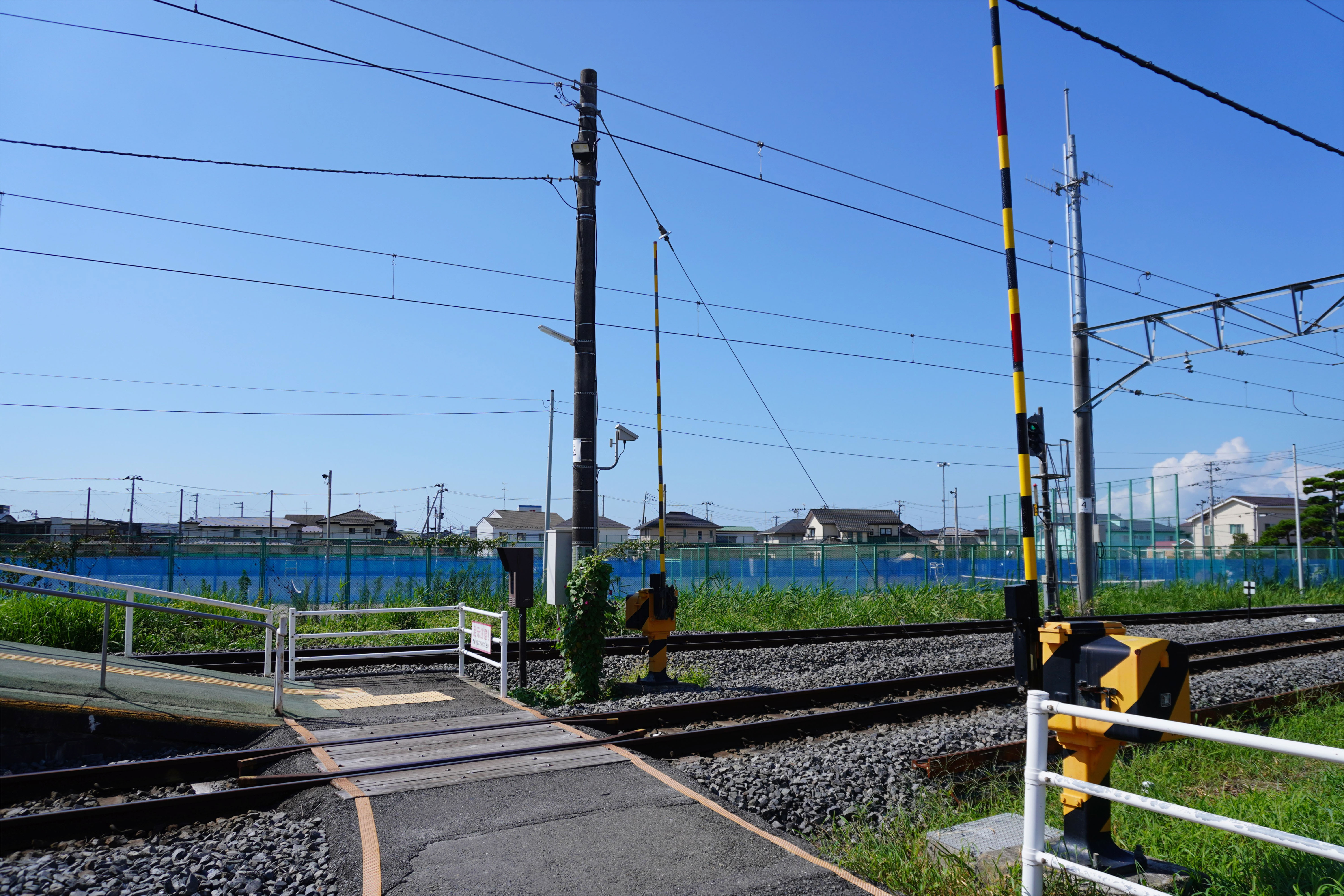
構内踏切（2023年8月）

## 利用状況
JR東日本によると、2023年度（令和5年度）の1日平均乗車人員は610人である。
2000年度（平成12年度）以降の推移は以下のとおりである。
| 1日平均乗車人員推移 | 1日平均乗車人員推移 | 1日平均乗車人員推移 | 1日平均乗車人員推移 | 1日平均乗車人員推移 |
| 年度                | 定期外              | 定期                | 合計                | 出典                |
| ------------------- | ------------------- | ------------------- | ------------------- | ------------------- |
| 2000年（平成12年）  |                     |                     | 951                 | [ 利用客数 2 ]      |
| 2001年（平成13年）  |                     |                     | 903                 | [ 利用客数 3 ]      |
| 2002年（平成14年）  |                     |                     | 859                 | [ 利用客数 4 ]      |
| 2003年（平成15年）  |                     |                     | 818                 | [ 利用客数 5 ]      |
| 2004年（平成16年）  |                     |                     | 796                 | [ 利用客数 6 ]      |
| 2005年（平成17年）  |                     |                     | 771                 | [ 利用客数 7 ]      |
| 2006年（平成18年）  |                     |                     | 781                 | [ 利用客数 8 ]      |
| 2007年（平成19年）  |                     |                     | 740                 | [ 利用客数 9 ]      |
| 2008年（平成20年）  |                     |                     | 726                 | [ 利用客数 10 ]     |
| 2009年（平成21年）  |                     |                     | 695                 | [ 利用客数 11 ]     |
| 2010年（平成22年）  |                     |                     | 683                 | [ 利用客数 12 ]     |
| 2011年（平成23年）  | 非公表              | 非公表              | 非公表              |                     |
| 2012年（平成24年）  | 84                  | 252                 | 336                 | [ 利用客数 13 ]     |
| 2013年（平成25年）  | 85                  | 268                 | 354                 | [ 利用客数 14 ]     |
| 2014年（平成26年）  | 84                  | 264                 | 349                 | [ 利用客数 15 ]     |
| 2015年（平成27年）  | 157                 | 360                 | 518                 | [ 利用客数 16 ]     |
| 2016年（平成28年）  | 172                 | 398                 | 570                 | [ 利用客数 17 ]     |
| 2017年（平成29年）  | 177                 | 396                 | 574                 | [ 利用客数 18 ]     |
| 2018年（平成30年）  | 174                 | 455                 | 629                 | [ 利用客数 19 ]     |
| 2019年（令和元年）  | 170                 | 465                 | 635                 | [ 利用客数 20 ]     |
| 2020年（令和02年）  | 104                 | 354                 | 458                 | [ 利用客数 21 ]     |
| 2021年（令和03年）  | 119                 | 415                 | 534                 | [ 利用客数 22 ]     |
| 2022年（令和04年）  | 137                 | 440                 | 578                 | [ 利用客数 23 ]     |
| 2023年（令和05年）  | 151                 | 459                 | 610                 | [ 利用客数 1 ]      |

## 駅周辺
- 定川

### 駅北側
- JR東日本陸前赤井変電所
- いしのまき農業協同組合赤井支店
- 東松島市立赤井南小学校
- 宮城赤井郵便局
- 石巻警察署赤井駐在所
- 矢本勤労者体育センター
- 白蛇神社

### 駅南側
- 東松島市立矢本第二中学校
- 国道45号
- ダイシン矢本店
- ドン・キホーテ石巻街道矢本店

## 隣の駅
東日本旅客鉄道（JR東日本）
■仙石線
■普通
東矢本駅 - 陸前赤井駅 - 石巻あゆみ野駅
■■仙石東北ライン
■特別快速
通過
■快速（赤快速）・■快速（緑快速）
矢本駅 - 陸前赤井駅 - （一部石巻あゆみ野駅*） - 蛇田駅
*:赤快速の一部列車と、緑快速の上りの一部列車が停車

### 記事本文
1. 1 2 3 4  “駅の情報（陸前赤井駅）：JR東日本”.   東日本旅客鉄道. 2024年8月27日時点のオリジナルよりアーカイブ。2024年10月6日閲覧。
2. ↑  『週刊 JR全駅・全車両基地』 13号 仙台駅・船岡駅・松島海岸駅ほか70駅、朝日新聞出版〈週刊朝日百科〉、2012年11月4日、27頁。
3. 1 2 3 4 5  石野哲 編『停車場変遷大事典 国鉄・JR編 II』（初版）JTB、1998年10月1日、478-479頁。ISBN 978-4-533-02980-6。
4. ↑  「仙石線営業体制近代化 順調に移行」『交通新聞』交通協力会、1970年9月5日、1面。
5. ↑  『2003年10月26日（日）仙台エリアSuica（スイカ）デビュー!』（PDF）（プレスリリース）東日本旅客鉄道、2003年8月21日。オリジナルの2020年5月26日時点におけるアーカイブ。2020年5月26日閲覧。
6. ↑  「復旧、待ってました 仙台-石巻、部分開通 津波被害のJR仙石線」『朝日新聞』朝日新聞社、2011年7月16日、東京夕刊、11面。
7. ↑  『仙石線「陸前赤井駅」新駅舎使用開始について』（PDF）（プレスリリース）東日本旅客鉄道仙台支社、2012年1月30日。オリジナルの2014年4月23日時点におけるアーカイブ。2020年12月11日閲覧。
8. ↑  『2015年5月ダイヤ改正について』（PDF）（プレスリリース）東日本旅客鉄道仙台支社、2015年2月26日。オリジナルの2020年5月24日時点におけるアーカイブ。2020年12月11日閲覧。
9. ↑  『Suicaエリア外もチケットレスで! 東北エリアから「えきねっとQチケ」がはじまります』（PDF）（プレスリリース）東日本旅客鉄道、2024年7月11日。オリジナルの2024年7月11日時点におけるアーカイブ。2024年8月11日閲覧。
10. 1 2 3  “JR東日本：駅構内図・バリアフリー情報（陸前赤井駅）”.   東日本旅客鉄道. 2024年10月6日閲覧。

### 利用状況
1. 1 2  “各駅の乗車人員（2023年度）”.   東日本旅客鉄道. 2024年7月23日閲覧。
2. ↑  “各駅の乗車人員（2000年度）”.   東日本旅客鉄道. 2019年2月8日閲覧。
3. ↑  “各駅の乗車人員（2001年度）”.   東日本旅客鉄道. 2019年2月8日閲覧。
4. ↑  “各駅の乗車人員（2002年度）”.   東日本旅客鉄道. 2019年2月8日閲覧。
5. ↑  “各駅の乗車人員（2003年度）”.   東日本旅客鉄道. 2019年2月8日閲覧。
6. ↑  “各駅の乗車人員（2004年度）”.   東日本旅客鉄道. 2019年2月8日閲覧。
7. ↑  “各駅の乗車人員（2005年度）”.   東日本旅客鉄道. 2019年2月8日閲覧。
8. ↑  “各駅の乗車人員（2006年度）”.   東日本旅客鉄道. 2019年2月8日閲覧。
9. ↑  “各駅の乗車人員（2007年度）”.   東日本旅客鉄道. 2019年2月8日閲覧。
10. ↑  “各駅の乗車人員（2008年度）”.   東日本旅客鉄道. 2019年2月8日閲覧。
11. ↑  “各駅の乗車人員（2009年度）”.   東日本旅客鉄道. 2019年2月8日閲覧。
12. ↑  “各駅の乗車人員（2010年度）”.   東日本旅客鉄道. 2019年2月8日閲覧。
13. ↑  “各駅の乗車人員（2012年度）”.   東日本旅客鉄道. 2019年2月8日閲覧。
14. ↑  “各駅の乗車人員（2013年度）”.   東日本旅客鉄道. 2019年2月8日閲覧。
15. ↑  “各駅の乗車人員（2014年度）”.   東日本旅客鉄道. 2019年2月8日閲覧。
16. ↑  “各駅の乗車人員（2015年度）”.   東日本旅客鉄道. 2019年2月8日閲覧。
17. ↑  “各駅の乗車人員（2016年度）”.   東日本旅客鉄道. 2019年2月8日閲覧。
18. ↑  “各駅の乗車人員（2017年度）”.   東日本旅客鉄道. 2019年2月8日閲覧。
19. ↑  “各駅の乗車人員（2018年度）”.   東日本旅客鉄道. 2019年7月18日閲覧。
20. ↑  “各駅の乗車人員（2019年度）”.   東日本旅客鉄道. 2020年7月12日閲覧。
21. ↑  “各駅の乗車人員（2020年度）”.   東日本旅客鉄道. 2021年7月26日閲覧。
22. ↑  “各駅の乗車人員（2021年度）”.   東日本旅客鉄道. 2022年8月10日閲覧。
23. ↑  “各駅の乗車人員（2022年度）”.   東日本旅客鉄道. 2023年7月13日閲覧。